# Prefektura (starożytność)

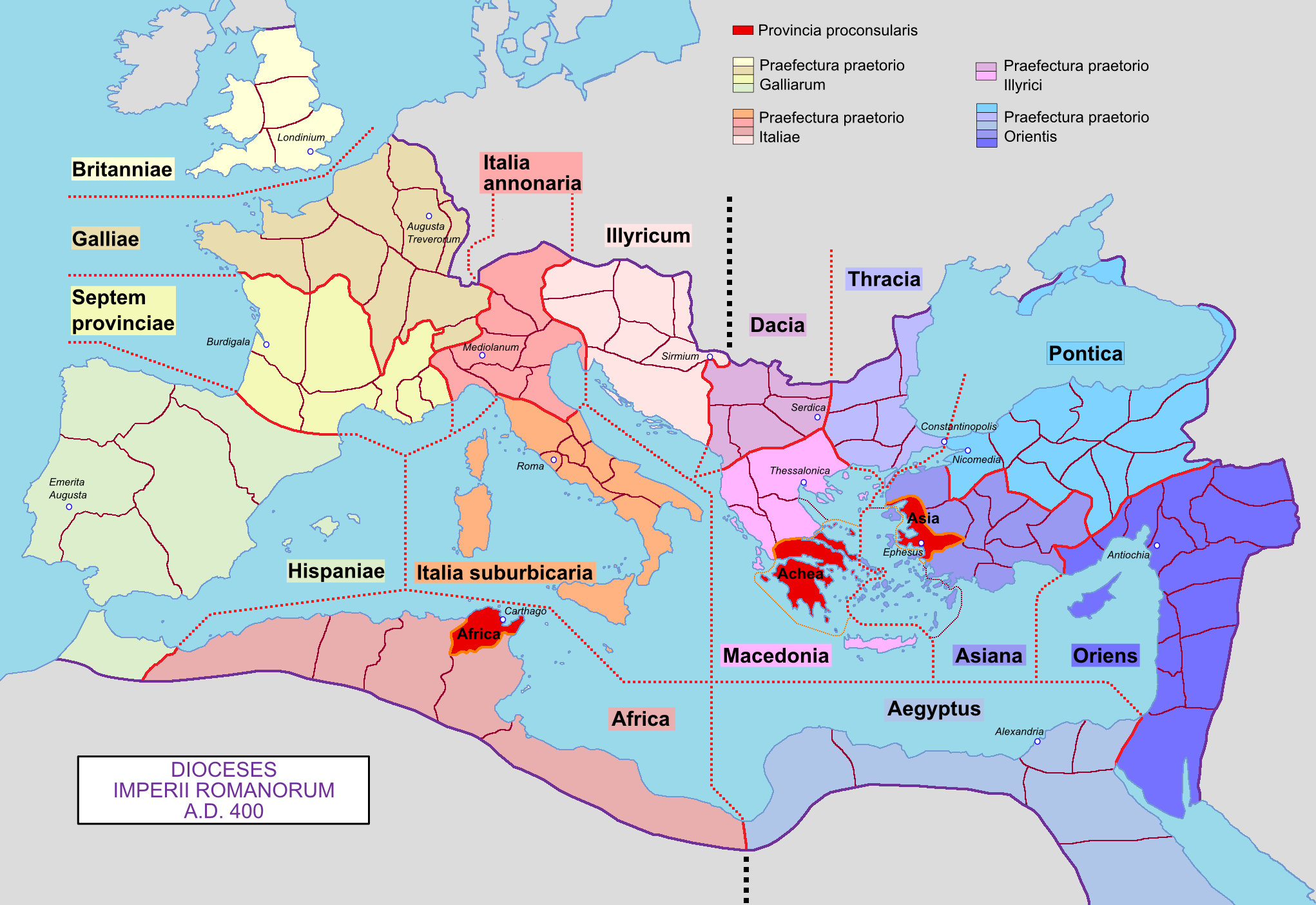
Prefektury, diecezje i prowincje rzymskie w roku 400 n.e.

Prefektura (łac. praefectura) - w starożytnym Rzymie urząd prefekta i okres jego kadencji, a od pierwszej połowy IV w. n.e. (za Konstantyna Wielkiego) nazwa czterech głównych jednostek administracyjnych państwa rzymskiego, na których czele stali prefekci pretorianów (praefecti praetorio).
U schyłku IV wieku, w Cesarstwie rzymskim były cztery prefektury:
- Prefektura Galii (diecezje: Galii, Hiszpanii, Brytanii, Viennensis)
- Prefektura Italii (diecezje: Afryki, Miasta Rzym, Italii, Panonii)
- Prefektura Ilirii (diecezje: Macedonii, Dacji, Panonii - przed 379 r.)
- Prefektura Orientu (diecezje: Egiptu, Wschodu, Pontu, Azji, Tracji)